# Juan Obelar
Juan Angel Obelar (Mercedes (Uruguai), 12 de Agosto de 1979) é um ex-futebolista uruguaio, que atuava como goleiro.

## Carreira
Obelar começou sua carreira futebolística no Peñarol. Jogou também pelo Villa Española e pelo Tacuarembó, todos da 1a divisão uruguaia. Em 2008, foi campeão hundurenho com o Club Deportivo Marathón.
Em 2013, aos 34 anos, perdeu quatro dedos da mão enquanto operava uma máquina de cortar madeira, e se viu obrigado a encerrar a carreira depois. Em entrevista ao jornal ‘Diez', de Honduras, Obelar disse que os médicos tentarão reconstruir seus dedos, mas que não será possível recuperá-los.

### Clubes
| Clube                          | País     | Temporada   |
| ------------------------------ | -------- | ----------- |
| Peñarol                        | Uruguai  | 2002        |
| Villa Española                 | Uruguai  | 2003        |
| Peñarol                        | Uruguai  | 2004 - 2006 |
| Tacuarembó Fútbol Club         | Uruguai  | 2006        |
| Club Deportivo Marathón        | Honduras | 2007 - 2009 |
| Club Deportivo Los Millonarios | Colômbia | 2010        |
| Centro Atlético Fénix          | Uruguai  | 2011        |

### Títulos
Marathon
- 2008 - Liga Nacional de Fútbol Profesional de Honduras